# 1941–1942-es magyar férfi kosárlabda-bajnokság
Az 1941–1942-es magyar férfi kosárlabda-bajnokság a tizedik magyar kosárlabda-bajnokság volt. Tíz csapat indult el, a csapatok két kört játszottak. Azonos pontszám esetén holtverseny volt. Ebben az évben indult először vidéki csapat, a Kassai FSC. Ez volt az utolsó bajnokság, amelyet a Magyar Atlétikai Szövetség írt ki. A Magyar Kosárlabdázók Országos Szövetsége 1942. november 15-én alakult meg, ezután ők írták ki a bajnokságokat.
A Testnevelési Főiskola SC új neve Testnevelési Főiskola SE lett.

## Tabella
| #    | Csapat                   | M  | Gy | V  | K+ | K- | P  |
| ---- | ------------------------ | -- | -- | -- | -- | -- | -- |
| 1.   | BEAC                     | 18 | 15 | 3  |    |    | 30 |
| 2.   | BSzKRt SE                | 18 | 14 | 4  |    |    | 28 |
| 3.   | Testnevelési Főiskola SE | 18 | 13 | 5  |    |    | 26 |
| 4.   | BSE                      | 18 | 12 | 6  |    |    | 24 |
| 5-6. | Kassai FSC               | 18 | 11 | 7  |    |    | 22 |
| 5-6. | MAFC                     | 18 | 11 | 7  |    |    | 22 |
| 7.   | MOVE Rákosligeti TSE     | 18 | 6  | 12 |    |    | 12 |
| 8.   | BBTE                     | 18 | 4  | 14 |    |    | 8  |
| 9.   | Kistext SE               | 18 | 3  | 15 |    |    | 6  |
| 10.  | Gamma SE                 | 18 | 1  | 17 |    |    | 2  |

* M: Mérkőzés Gy: Győzelem V: Vereség K+: Dobott kosár K-: Kapott kosár P: Pont
Megjegyzés: Az újság a dobott és kapott kosarakat nem közölte.